# Altmühl
L'Altmühl è un fiume tedesco di 234 km di lunghezza, affluente alla sinistra orografica del Danubio in Baviera (Germania).

## Corso del fiume

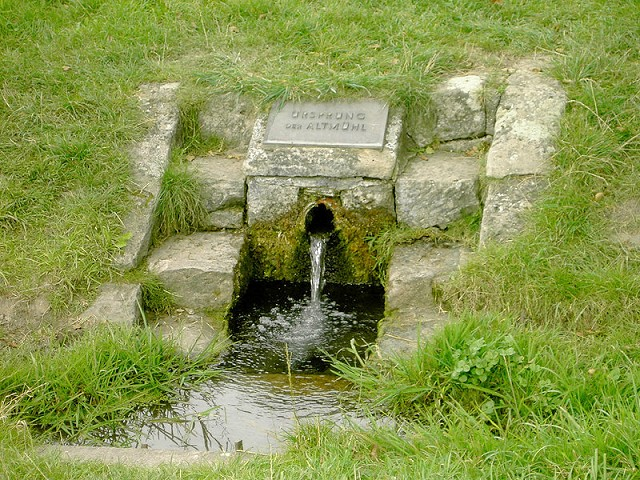
Sorgenti dell'Altmühl presso Erlach

L'Altmühl sgorga dal versante meridionale delle alture francone a nordest della città di Rothenburg ob der Tauber. Quali sue sorgenti l'Ufficio Reale Idrotecnico Bavarese di Monaco stabilì nel 1904 il canale di deflusso Hornauer Weihers. Questo viene alimentato da alcuni rivi, le cui sorgenti sono individuabili come quelle della Altmühl, in prossimità di Erlach. La direzione principale del flusso del fiume è sud-est e si trova quindi a sud dello spartiacque europeo.
Esso è uno dei corsi d'acqua in Baviera con la più bassa pendenza e quindi un'eccezionalmente bassa velocità: per questo è annoverato fra i più lenti fiumi della Germania.
Il suo corso può essere idealmente diviso in tre parti.
Il terzo più alto scorre in un'ampia valle erbosa, ove il paesaggio è piatto, interrotto solo da basse collinette e il terreno consiste in pietra del periodo tardo triassico, colà costituita da calcare e roccia sedimentaria, con quest'ultima che impermeabilizza il fondo.
Ciò comporta che in questa prima parte del suo corso l'Altmühl forma un torrente per nulla ampio.
Nel lago di Altmühl a Gunzenhausen l'acqua giunge solo nei casi di piena attraverso un canale derivatore. Il lago funge da bacino di riserva per il passaggio Danubio-Meno. Il lago è anche una riserva naturale dell'avifauna locale. L'acqua viene prelevata dal lago e condotta nel sistema fluviale del Regnitz, a nord dello spartiacque continentale. L'acqua scorre attraverso il tunnel del "passaggio dell'Altmühl" dapprima nel Piccolo Brombach. Dal Regnitz finisce infine, attraverso il Meno, nel Reno, il che è realizzato mediante una biforcazione fluviale artificiale.
Con il normale livello delle acque l'Altmühl fluiscono accanto al lago, incanalate entro il nuovo letto fluviale, verso nord ed est.
Sulla riva meridionale del lago il corso del fiume passa sotto il canale dell'Altmühl.

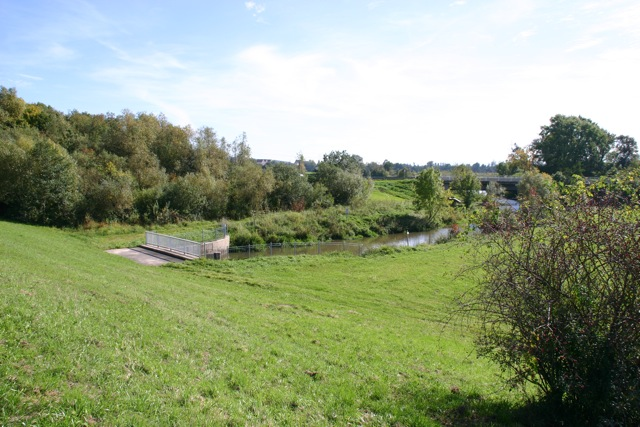
L'Altmühl attraversa il canale presso Gunzenhausen

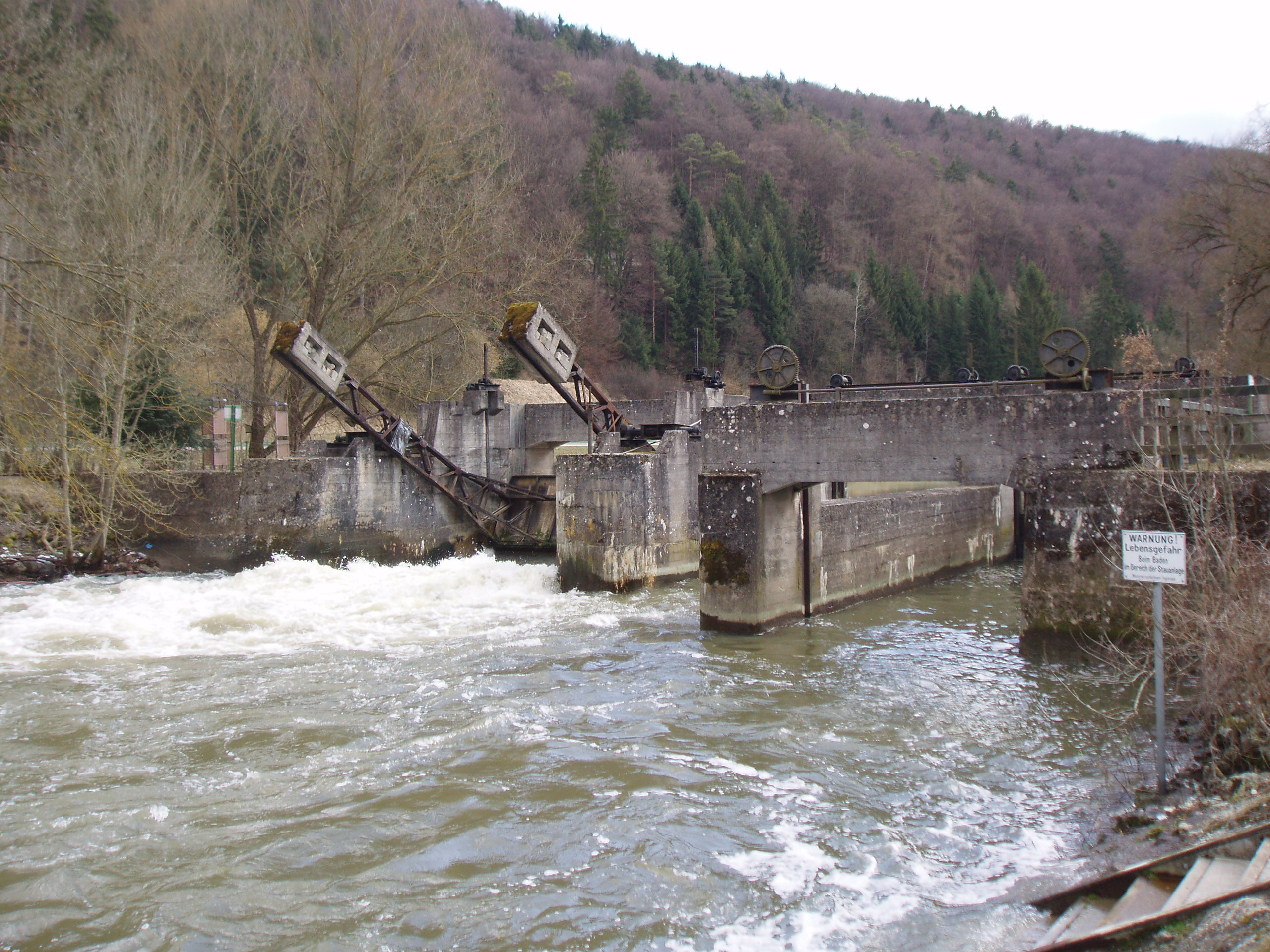
Lo sbarramento dell'Altmühl del 1927/28

Da Treuchtlingen l'Altmühl scorre attraverso il massiccio del Giura, attraverso la cui roccia calcarea  solubile esso si è scavato una stretta valle.
Le ripide pareti mostrano talvolta bizzarre conformazioni rocciose. Particolarmente interessanti da vedere sono le erosioni a conca prillo la località di Eßlingen.
Da Dollnstein la valle si allarga repentinamente. Qui il fiume scorre attraverso la valle originaria del Danubio, la cosiddetta  Urdonautal. Presso Rennertshofen questa valle si dirama da quella attuale del Danubio.
Nel 1927 il corso del fiume fu rettificato e regolato con molte briglie. Da allora alcune misure di regolarizzazione del corso d'acqua sono state eliminate, come quelle, ad esempio, presso Wasserzell, vicino ad Eichstätt.
Nella parte finale del suo corso (da Töging, presso Dietfurt an der Altmühl) il fiume è stato canalizzato come parte del canale Reno-Meno-Danubio. Sotto Kelheim il fiume sfocia nel Danubio.
Lungo l'Altmühl corre una ben attrezzata e segnalata pista ciclabile e sul fiume stesso si può navigare senza correre pericoli con le canoe.

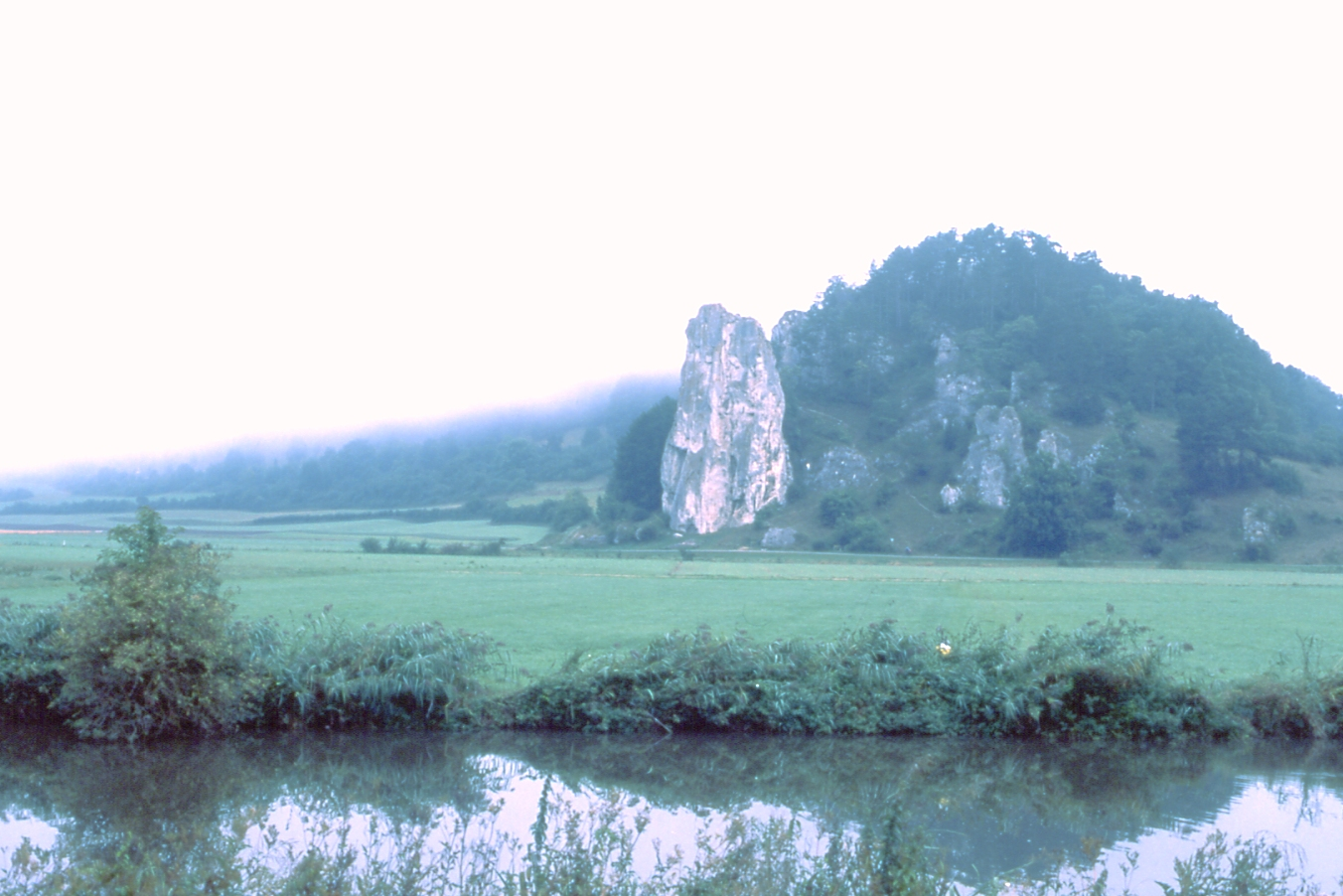
La valle dell'Altmühl presso il Burgstein

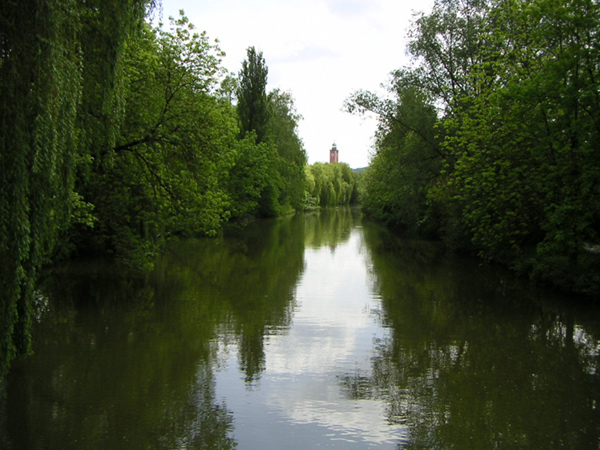
L'Altmühl presso Eichstätt.

## Portata
La portata media invernale è di 12,4 m³/s., quella estiva di 6 m³/s.

## Pericoli di esondazione
Il periodo di piena dell'Altmühl si verifica solitamente verso la fine dell'inverno. Significative piene con inondazione di grandi superfici intorno al fiume nei tempi passati sono documentati grazie a numerosi misuratori del livello. Il pericolo di esondazioni tuttavia è grandemente diminuito da quando sono stati costruiti bacini compensazione presso Gunzenhausen.

## Affluenti principali
- Sulz
- Schwarzach
- Weiße Laber
- Wieseth

## Località attraversate
| - Leutershausen - Neunstetten - Herrieden - Ornbau - Gunzenhausen - Treuchtlingen - Pappenheim - Solnhofen - Dollnstein - Eichstätt - Wasserzell | - Walting - Inching - Kipfenberg - Kinding - Beilngries - Dietfurt an der Altmühl - Riedenburg - Essing - Kelheim - Muhr am See |